# Radko Sáblík
Radko Sáblík (* 1. března 1962 Praha) je český středoškolský pedagog, spisovatel, od roku 2002 ředitel Smíchovské střední průmyslové školy a gymnázia, člen expertní skupiny Strategie 2030+ a od října 2018 do listopadu 2022 místostarosta města Mníšek pod Brdy za Občanskou demokratickou stranu.

## Život
Absolvoval Gymnázium Botičská a posléze Fakultu strojní Českého vysokého učení technického v Praze. Později absolvoval bakalářské studium na Masarykově institutu v rámci studia pedagogiky odborných předmětů. Na Pedagogické fakultě Univerzity Karlovy vystudoval čtyř semestrální manažerské studium pro ředitele škol.
Dvacet let byl předsedou Tělovýchovné jednoty Sokol Motol, šestnáct let předsedou Pražského basketbalového svazu a vedoucím Sportovního centra mládeže v Sokole Motol, posléze ve Spartě Praha. Jako basketbalový rozhodčí působil v první basketbalové lize, jako trenér působil u družstev v extralize mladšího i staršího dorostu v Sokole Motol a na Spartě, trénoval mužstva Sokol Motol, Sokola Pražského a Lokomotivy Plzeň v první basketbalové lize mužů.
V minulosti byl vydavatelem basketbalového měsíčníku Pražský basketbalový zpravodaj, v současné době zaštiťuje tvorbu školního časopisu Presloviny a školního internetového zpravodajství.
Od osmdesátých let působí jako učitel na Smíchovské střední průmyslové škole a gymnáziu, od roku 2002 je jejím ředitelem. Škola byla časopisem Forbes zařazena mezi osm nejzajímavějších středních škol v republice a patří mezi školy s nejvyšším počtem přihlášek.
V roce 2018 byl lídrem kandidátky ODS v Mníšku pod Brdy, kde se následně stal místostarostou.
V lednu 2019 ministr školství, mládeže a tělovýchovy Robert Plaga ustanovil osmičlennou expertní skupinu pod vedením zkušeného akademika prof. Arnošta Veselého. Úkolem expertů byla příprava výchozího dokumentu Hlavní směry vzdělávací politiky České republiky 2030+, který má definovat vizi, priority a cíle vzdělávací politiky v období přesahujícím horizont roku 2030. Radko Sáblík se stal garantem pracovní skupiny SC1 v rámci expertní skupiny Strategie 2030+. O rok později byl oceněn medailí Ministerstva školství, mládeže a tělovýchovy I. stupně.

## Dílo
V roce 2018 vydal knihu „Učit jde i jinak aneb školství je jak stařenka o holi“, kde shrnuje svoje úvahy a vize o školství.